# Marcos Jesús Morales
Marcos Jesús Morales Sosa es un actor, cantante, músico y humorista español nacido en Las Palmas de Gran Canaria, conocido por su nombre artístico de Chifo en Los Trilocos de La 2, programa en que apareció desde su creación hasta su desaparición, entre 1999 y 2004.

## Comienzos y llegada a la fama
Es más conocido con el nombre de Chifo al ser uno de los protagonistas principales del famoso programa de Televisión Española Los Trilocos.
Nace en Las Palmas de Gran Canaria y desde la corta edad de cuatro años se dedica al mundo del espectáculo, concretamente en sus facetas musicales y de interpretación.
Desde 1976 se da a conocer en todo el archipiélago canario, recorriendo las Islas Canarias y teniendo la oportunidad de realizar diversas grabaciones discográficas con el género de la música mexicana, concretamente dos: una, a la edad de ocho años, con una de las canciones más famosas de la época (La Mochila Azul); y la segunda a la edad de once años, un poco más tarde, con canciones producidas para el cantante por algunos autores de la tierra mexicana.
A los diecinueve años, y esperando que el cambio de voz de niño a hombre fuera el correcto, graba su tercer disco, al que tituló Sentimientos. En esta ocasión intercaló música mexicana, bolero ranchero y balada. En esta ocasión se preparó musicalmente cursando estudios musicales en el Conservatorio de Las Palmas, estudiando el instrumento de piano y todo lo que conllevaba el mundo de la música profesional.
En el año 1994 da el salto definitivo a la Península y recala en Madrid, recorriénde la geografía del país. Tuvo la oportunidad de realizar también giras de largas temporadas en otros países como Portugal, Turquía, Grecia e Inglaterra como solista, incorporándose más tarde como solista masculino en el grupo mariachi Los Charros de España.
A lo largo de su carrera profesional ha compartido escenario con muchos intérpretes del panorama nacional, como por ejemplo Parchís, Tito y Tita, Botones, Martes y Trece (cuando lo componía el trío), José Luis Moreno, Bertín Osborne, Emmanuel, María del Monte, Mari Carmen y sus Muñecos, Peret, María Vidal, Mariano Mariano, Kimbo, Manolo de Vega, Concha Velasco, Chavela Vargas, José Luis López Vázquez o Ketama.
Realizó numerosas apariciones televisivas en algunos programas, como los de Laura Valenzuela, María Teresa Campos, Jesús Hermida e Irma Soriano. Incluso participó en películas protagonizadas por Loles León y Salma Hayek.

## Proyectos Discográficos.
En el año 1993, lanza al mercado un CD titulado Sentimientos.
Disco dedicado al género de la canción mexicana y bolero, con canciones populares de México, y creaciones hasta entonces inéditas compuestas por autores y compositores de Canarias, incluyendo dos temas, cuya composición musical, fue creada por el propio Marcos Jesús, cuyos nombres son Sentimientos y Brindis por tu adiós.
En el año 2017, lanza un disco titulado Recordando  Gaby, Fofó y Miliki, Los Payasos de la Tele. Disco dedicado al género infantil con canciones típicas de Los Payasos de la Tele; ya disponible en todas las plataformas digitales.

## Trilocos
En 1999, Emilio Aragón Bermúdez Miliki le ficha para la pequeña pantalla de La 2 de Televisión Española y actúa así en uno de los programas infantiles de más éxito de la generación, los Trilocos, junto a Alfonso Aragón Fofi, José Manuel Guisado Mané, Íñigo Aldekoa Metáfora y, más tarde y sustituyendo al desaparecido Fofi, Juan Carlos Martín en el papel de Nico.
Realizan 180 episodios en un total de dos temporadas en TVE 2, haciendo un programa que en poco tiempo se hizo con la audiencia de los niños y los mayores, ya que el formato recordaba mucho al de Los payasos de la tele.
Más tarde, lanzan un proyecto discográfico con las canciones del programa, creando éxitos musicales que marcarían una generación como Nos vamos de pi, Mi canción, Que sí, que no, Toca el botón, entre otras.

## Actualidad
Hoy por hoy realiza una gira por toda España representando y dirigiendo diferentes musicales como Peter Pan o La Bella y la Bestia sin perder la esencia del programa Trilocos con una presentación general del programa, además de compaginar con el mundo de la música ejerciendo como cantante, productor musical, compositor, arreglista e intérprete de piano.